# Misgurnus
Misgurnus – rodzaj ryb karpiokształtnych z rodziny piskorzowatych (Cobitidae). W Polsce występuje piskorz.

## Klasyfikacja
Gatunki zaliczane do tego rodzaju:
- Misgurnus anguillicaudatus – piskorz amurski[3]
- Misgurnus bipartitus
- Misgurnus fossilis – piskorz[4]
- Misgurnus mizolepis
- Misgurnus mohoity
- Misgurnus nikolskyi
- Misgurnus oligolepos

Gatunkiem typowym jest Cobitis fossilis (M. fossilis).

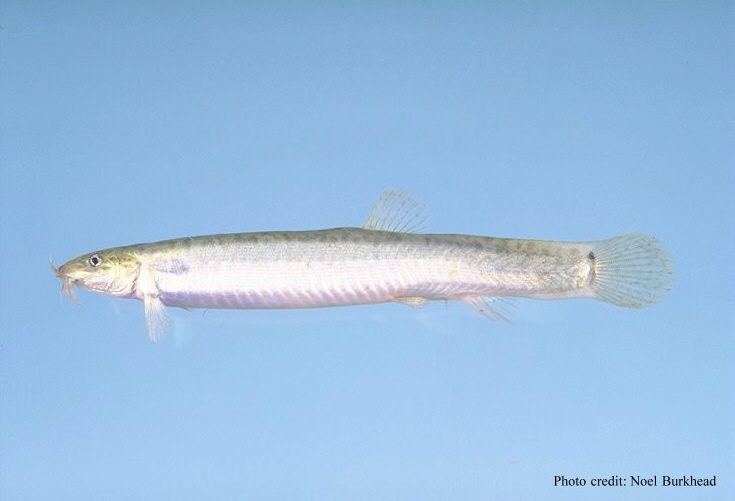
Misgurnus anguillicaudatus